# Maison Sainte-Marthe
Ne doit pas être confondu avec Domus Sanctae Marthae.

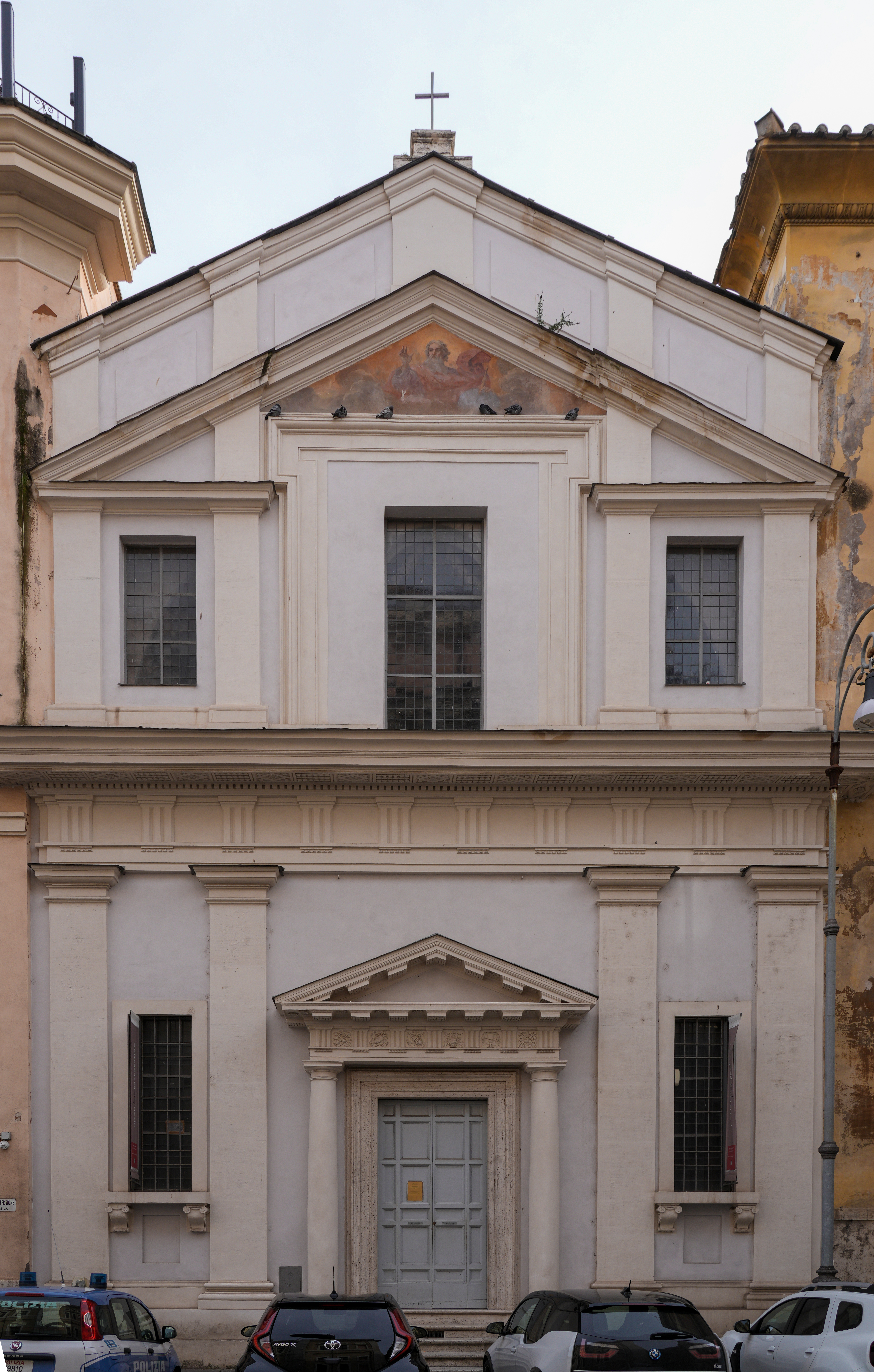
Église (désacralisée) et ancien couvent Sainte-Marthe

La Maison Sainte-Marthe (‘Casa Santa Marta’) est située Piazza del Collegio Romano / Via di Piè di Marmo / Via di Sant Ignazio. C'était une œuvre de charité fondée par Ignace de Loyola en 1543, à Rome, pour accueillir des prostituées, leur offrant un programme de réinsertion sociale. Cette initiative apostolique novatrice (et révolutionnaire au XVIe siècle) qui rendait leur dignité aux personnes prostituées tout en s’attaquant au fléau de la prostitution peut être considérée comme un précurseur de l'abolitionnisme. 
D’autres maisons semblables furent fondées dans les grandes villes italiennes, Florence, Pise, Milan, Modène, etc. La maison prit cependant rapidement la tournure d’un couvent. En 1560, maison et église y attenant (sur la ‘piazza del Collegio romano’) sont affiliées à l’ordre des moniales augustiniennes. 

## Histoire

### Problème social
Dans la Rome du XVIe siècle, en proie à la misère intensifiée par le récent sac de la ville de Rome, la prostitution est un fléau social grave. Jusqu'alors, la politique vis-à-vis des personnes prostituées était soit prohibitionniste, c'est-à-dire que les personnes prostituées étaient criminalisées, soit réglementariste, c'est-à-dire qu'on organisait la prostitution pour qu'elle n'ait lieu que dans des lieux prédéfinis. Ainsi les seules alternatives proposées aux femmes voulant sortir de la prostitution étaient les couvents des "Madeleines" qui consistaient en un enfermement pénal.

### Initiative de Saint Ignace
Ignace de Loyola, scandalisé par cette situation mobilise un groupe de "bienfaiteurs" pour l'aider à fonder la 'Maison Sainte-Marthe'. Il obtient soutien et encouragement du pape Paul III qui sous la forme d'une bulle (16 février 1543) établit la ‘Compagnie de la Grâce’, comme confrérie qui récoltera les fonds et se chargera de l’organisation de la maison. 
La maison, placée sous le patronage de sainte Marthe sœur de Lazare, l’ami de Jésus, est construite dans le centre de la ville de Rome.  Pour la faire connaître auprès des personnes prostituées, Ignace n’hésite pas à aller lui-même à leur rencontre dans les rues de Rome, ce qui lui attire pas mal de quolibets de la part de ceux qui le voient clopiner dans la ville suivi par une prostituée ou l’autre. 
Dans un mémorandum de 1551 le secrétaire de saint Ignace, Juan de Polanco explique que la maison fut fondée pour les femmes non mariées ‘vivant dans le péché’, et pour les femmes abandonnées par leur mari contraintes à la prostitution pour survivre.

## Fonctionnement et règlement
La maison est dirigée par une ‘supérieure’ secondée par ses ‘vicaires’. La confraternité est supervisée par un cardinal, qui agit comme protecteur de la fondation. Deux présidents assistés d'une secrétaire et d'un trésorier gèrent au quotidien l'association.
Les prostituées admises à Sainte-Marthe doivent répondre à un questionnaire rédigé par Ignace de Loyola : elles parlent de leur situation personnelle et peuvent exprimer des souhaits quant à leur nouvelle vie. Pour celles qui sont mariées, les religieuses tentent de les réconcilier et réunir à leur mari. Les célibataires peuvent choisir la voie du mariage (et la maison leur cherche un mari) ou devenir religieuse. Dans l'un et l'autre cas, elles doivent prendre une décision libre, et 'non désespérée'. 
Un règlement et une discipline de vie sont en vigueur dans la maison. Une formation est donnée leur permettant d’avoir un emploi rémunérateur. Des exercices spirituels sont également prévus : elles suivent une retraite prêchée par Ignace lui-même, et des confesseurs leur sont envoyés par les jésuites. 

## Diffamation et transformation de la maison
À plusieurs reprises et dès 1546, Ignace doit défendre cette œuvre sociale révolutionnaire. Barbaran, un Franciscain, dénonce l'ambition d'Ignace: «il prétend débarrasser Rome de toutes les femmes adultères!». Le pape lui donne raison contre Barbaran. Puis c'est un certain Mathias, maître des postes pontificales, privé des revenus d'une courtisane dont il était le proxénète, qui le calomnie, laissant croire que la Maison Sainte-Marthe servait à fournir un harem particulier aux premiers Jésuites. Ignace lui intente un procès qu'il gagnera. 
La maison qui pouvait recevoir jusqu'à soixante personnes évolue rapidement vers un mode de vie conventuel. Cependant, d’après Polanco, en quelques années plus de 300 prostituées sont socialement réinsérées.
Le style de la maison change rapidement. En 1546 déjà une douzaine de femmes demandent au pape de pouvoir résider en permanence à Sainte-Marthe, y devenant ‘religieuses’. En 1560, rien ne distingue plus Sainte-Marthe d’un couvent de moniales. Il reçoit cette année-là son affiliation à l’ordre des augustines. En 1573 la maison est un monastère réservé aux vierges...